# Zuiderzee
Zuiderzee (også kaldet Flevosøen) var oprindeligt en meget stor indsø i Nederlandene. 
Zuiderzee bredte sig over et areal på mere end 5.000 km². I løbet af middelalderen åd havet sig ind på den og navnlig efter den store stormflod i 1287 ("Lucia-stormfloden") endte Zuiderzee som en bugt i Vadehavet. I 1932 blev der opført en 32 km lang dæmning (Afsluitdijk), der adskilte 2/3 af Zuiderzee fra havet, i det område, der i dag omtales som IJsselmeer. Målet med inddigningen var oprindeligt at afvande hele IJsselmeer, men denne plan er opgivet. 

## Transport
Fra det 15. til starten af det 20. århundrede havde Zuiderzee sammen med IJ en central rolle i den interne transport i provinsen Holland og resten af Nederlandene, som blev håndteret med både i såkaldt beurtvaart, som var faste sejlplaner mellem byerne. 